# Apex Predator – Easy Meat
Apex Predator – Easy Meat là album phòng thu thứ mười lăm của ban nhạc grindcore người Anh Napalm Death, phát hành ngày 23 tháng 1 năm 2015 qua Century Media.

## Phát hành
Tháng 10, 2014, Napalm Death công bố về một album đang thực hiện, chi tiết việc thu âm và tên vài bài hát. Track "Cesspits" là bài hát đầu tiên từ Apex Predator – Easy Meat được công bố. Nó ra mắt trên tạp chí Terrorizer nước Anh vào tháng 11 năm 2014. Không lâu sau, vào tháng 12, Napalm Death tiết lộ danh sách bài hát và bìa đĩa, cùng với bình luận của tay bass Shane Embury và hát chính Mark Greenway. Vào tháng 1 năm 2015, ban nhạc phát hành bài hát "How the Years Condemn" online qua các tạp chí Stereogum và Metal Hammer.
Century Media phát hành album ngày 23 và 30 tháng 1 năm 2015 ở các quốc gia khác nhau dưới định dạng CD, vinyl và MC, có các phiên bản mở rộng với bài hát tặng kèm, posters và sách ảnh. Video âm nhạc cho "Smash a Single Digit" được phát hành. Video đạo diễn bởi Michael Panduro và được tạo ra từ 1093 bức vẽ.

## Tiếp nhận phê bình
| Đánh giá chuyên môn | Đánh giá chuyên môn |
| Điểm trung bình     | Điểm trung bình     |
| Nguồn               | Đánh giá            |
| ------------------- | ------------------- |
| Metacritic          | 89/100              |
| Nguồn đánh giá      |                     |
| Nguồn               | Đánh giá            |
| AllMusic            | [ 9 ]               |
| Clash               | 8/10                |
| Exclaim!            | 9/10                |
| The Guardian        | [ 12 ]              |
| Kerrang!            | [ 13 ]              |
| MetalSucks          | [ 14 ]              |
| New Noise           | [ 15 ]              |
| Pitchfork           | 7.9/10              |
| Revolver            | [ 17 ]              |
| SF Media            | [ 18 ]              |

Album nhận được đánh giá cực kỳ tích cực, trên Metacritic, album nhận được điểm trung bình 89, dựa trên 15 bài đánh giá.

## Danh sách bài hát
| Bài hát thêm cho phiên bản LP và MC | Bài hát thêm cho phiên bản LP và MC | Bài hát thêm cho phiên bản LP và MC | Bài hát thêm cho phiên bản LP và MC | Bài hát thêm cho phiên bản LP và MC |
| STT                                 | Nhan đề                             | Phổ lời                             | Phổ nhạc                            | Thời lượng                          |
| ----------------------------------- | ----------------------------------- | ----------------------------------- | ----------------------------------- | ----------------------------------- |
| 15.                                 | "Critical Gluttonous Mass"          | Greenway                            | Harris                              | 2:31                                |

| Bài hát thêm cho phiên bản CD Digipak phát hành trên thị trường Bắc Mỹ | Bài hát thêm cho phiên bản CD Digipak phát hành trên thị trường Bắc Mỹ | Bài hát thêm cho phiên bản CD Digipak phát hành trên thị trường Bắc Mỹ | Bài hát thêm cho phiên bản CD Digipak phát hành trên thị trường Bắc Mỹ | Bài hát thêm cho phiên bản CD Digipak phát hành trên thị trường Bắc Mỹ |
| STT                                                                    | Nhan đề                                                                | Phổ lời                                                                | Phổ nhạc                                                               | Thời lượng                                                             |
| ---------------------------------------------------------------------- | ---------------------------------------------------------------------- | ---------------------------------------------------------------------- | ---------------------------------------------------------------------- | ---------------------------------------------------------------------- |
| 15.                                                                    | "Oh So Pseudo"                                                         | Greenway                                                               | Harris                                                                 | 1:42                                                                   |

| Bài hát thêm cho phiên bản CD sách đa phương tiện | Bài hát thêm cho phiên bản CD sách đa phương tiện         | Bài hát thêm cho phiên bản CD sách đa phương tiện | Bài hát thêm cho phiên bản CD sách đa phương tiện | Bài hát thêm cho phiên bản CD sách đa phương tiện |
| STT                                               | Nhan đề                                                   | Phổ lời                                           | Phổ nhạc                                          | Thời lượng                                        |
| ------------------------------------------------- | --------------------------------------------------------- | ------------------------------------------------- | ------------------------------------------------- | ------------------------------------------------- |
| 14.                                               | "What is Past is Prologue"                                | Embury                                            | Embury                                            | 1:38                                              |
| 15.                                               | "Oh So Pseudo"                                            | Greenway                                          | Harris                                            | 1:42                                              |
| 17.                                               | "Clouds of Cancer / Victims of Ignorance" (G-ANX hát lại) |                                                   |                                                   | 2:06                                              |

| Bài hát tặng kèm cho phiên bản tại Nhật | Bài hát tặng kèm cho phiên bản tại Nhật | Bài hát tặng kèm cho phiên bản tại Nhật | Bài hát tặng kèm cho phiên bản tại Nhật | Bài hát tặng kèm cho phiên bản tại Nhật |
| STT                                     | Nhan đề                                 | Phổ lời                                 | Phổ nhạc                                | Thời lượng                              |
| --------------------------------------- | --------------------------------------- | --------------------------------------- | --------------------------------------- | --------------------------------------- |
| 13.                                     | "Caste the Waste"                       | Embury                                  | Embury                                  | 3:07                                    |
| 15.                                     | "What is Past is Prologue"              | Greenway                                | Harris                                  | 2:56                                    |
| 16.                                     | "Oh So Pseudo"                          | Embury                                  | Embury                                  | 2:37                                    |
| 18.                                     | "Paracide" (Gepøpel Cover)              |                                         |                                         | 1:42                                    |

## Thành phần tham gia

### Napalm Death
- Mark "Barney" Greenway – hát
- Shane Embury – ghi-ta bass
- Mitch Harris – ghi-ta
- Danny Herrera – trống

### Nghệ sĩ khác
- John Bilbo Cooke – token guitar solo (12)

### Thành phần kỹ thuật
- Russ Russell – kỹ thuật, thu âm, sản xuất, phối khí, chỉ đạo
- Frode Sundbø Sylthe – bìa album
- Ignacio Galvez – chụp ảnh ban nhạc

## Bảng xếp hạng
| BXH (2015)                              | Vị trí cao nhất |
| --------------------------------------- | --------------- |
| Album Bỉ (Ultratop Vlaanderen)          | 103             |
| Album Bỉ (Ultratop Wallonie)            | 117             |
| Album Pháp (SNEP)                       | 99              |
| Album Đức (Offizielle Top 100)          | 36              |
| Album Thụy Sĩ (Schweizer Hitparade)     | 64              |
| UK Top Rock Albums                      | 15              |
| Album Hoa Kỳ Top Hard Rock (Billboard)  | 10              |
| Album Hoa Kỳ Heatseekers (Billboard)    | 2               |
| Album Hoa Kỳ Independent (Billboard)    | 25              |
| Album Hoa Kỳ Top Tastemaker (Billboard) | 12              |